# William Phillips (géologue)
Pour les articles homonymes, voir William Phillips et Phillips.
William Phillips (10 mai 1775 ; 2 avril 1828) était un minéralogiste et un géologue anglais.
Il s'intéressa à la minéralogie et fut un des fondateurs  de la Geological Society of London (1807).

## Biographie
Phillips était le fils de James Phillips, imprimeur et libraire à Londres.  et à la géologie, et fut l'un des fondateurs de la Geological Society of London. Son livre Outlines of Mineralogy and Geology (1815) and Elementary Introduction to the Knowledge of Mineralogy (1816) devint un manuel incontournable. Son précis de géologie anglaise, A selection of Facts from the Best Authorities, arranged so as to form an Outline of the Geology of England and Wales (1818), a constitué la base du travail plus développé entrepris par Phillips en collaboration avec William Conybeare, et dont seule fut publiée la première partie sous le titre Outlines of the Geology of England and Wales (1822). Ce livre eut une influence décisive sur le développement de la géologie en Grande-Bretagne. Dans ce travail Phillips réimprima sa description des falaises crayeuses de Douvres et d'autres parties de l'Est du Kent. Phillips était membre de la Société religieuse des Amis. Il fut élu Fellow de la Royal Society en 1827. 
En 1796 lui et son frère Richard Phillips, avec William Allen et Luke Howard, prirent part à la formation de l'Askesian Society.

## Honneurs
- Une variété de zéolite, la phillipsite, porte son nom.
- François Sulpice Beudant lui a également dédié le terme phillipsite en 1830 mais cette espèce a été déclassée au rang de synonyme de bornite il est l'auteur de la première analyse chimique de cette espèce[2].